# Judite Teixeira
Judite dos Reis Ramos Teixeira, Judith Teixeira, ou Lena de Valois (Viseu, 25 de Janeiro de 1880 - Lisboa, 17 de Maio de 1959) foi uma escritora e poetisa portuguesa. Publicou três livros de poesia e um livro de contos, entre outros escritos. Em 1925 lançou a revista Europa, de que saíram três números (Abril, Maio e Junho). Exemplares do seu livro Decadência (1923) foram apreendidos, juntamente com os livros de António Botto (Canções) e Raul Leal (Sodoma Divinizada), e mandados queimar pelo Governo Civil de Lisboa na sequência de uma campanha, liderada pela conservadora Liga de Acção dos Estudantes de Lisboa, contra "os artistas decadentes, os poetas de Sodoma, os editores, autores e vendedores de livros imorais".

## Biografia
Judith Teixeira (apelido do segundo marido) foi baptizada a 1 de Fevereiro de 1880, na Sé Catedral de Viseu, como filha natural de Maria do Carmo, não constando do assento do baptismo o nome do pai. Em 1907 foi perfilhada por Francisco dos Reis Ramos, alferes de Infantaria, passando então a usar como nome completo Judith dos Reis Ramos. Era ainda solteira e residia em Lisboa, no número 70 da Rua do Arco do Carvalhão.
Algum tempo depois terá casado com Jaime Levy Azancot, empregado comercial, com quem viveu na Rua Rodrigo da Fonseca; em 8 de Marco de 1913 o casamento foi dissolvido, a esposa tendo sido acusada de adultério e abandono do domicílio legal. Em 22 de Abril de 1914, no Bussaco, casou com Álvaro Virgílio de Franco Teixeira, de 26 anos, advogado e industrial, neto materno do 1.º Visconde da Falcarreira. 
Foi na década dos seus quarenta anos, entre 1922 e 1927, que publicou todos os seus livros e dirigiu a revista Europa. Devido à temática lésbica de alguns dos seus poemas, foi atacada violentamente na imprensa conservadora e moralista pelas "vergonhas sexuais" e "versalhadas ignóbeis" que escrevia. Na revista pro-fascista Ordem Nova, em 1926, Marcello Caetano referiu-se ao seu livro Decadência como sendo da autoria "duma desavergonhada chamada Judit Teixeira", regozijando-se que os seus livros tivessem sido apreendidos e queimados em 1923. Em 1927 encontrava-se ausente de Portugal, como se depreende de uma nota inserida no fim do livro Satânia, o último que publicou.
Pouco se sabe acerca dos últimos trinta e dois anos da sua vida, em que chegou a ter um negócio de antiguidades.  Morreu a 17 de Maio de 1959, aos 79 anos, residindo então em Lisboa, no número 3 da Praceta Padre Francisco em Campo de Ourique. Segundo o assento de óbito, morreu viúva, sem deixar filhos nem bens e sem fazer testamento.

## Recepção
Sobre Judith Teixeira pronunciou-se Aquilino Ribeiro, em 1923, considerando-a uma "poetisa de valor". Em 1927 José Régio afirmaria que "todos os livros de Judith Texeira não valem uma canção escolhida de António Botto" O crítico João Gaspar Simões louvaria em 1937 a "audácia" da poetisa, considerando-a embora "sem talento". António Manuel Couto Viana referiu-se a Judith Teixeira como "a única poetisa modernista" portuguesa, afirmando sobre as suas poesias: "separando muito trigo de muito joio, penso-as merecedoras de melhor sorte do que o silêncio, a ignorância, a que têm estado votadas."

## Homenagens e reconhecimento
Em 2015, foi homenageada num colóquio internacional na Faculdade de Letras da Universidade de Lisboa. 
No ano seguinte, em 2016, o municipio de Viseu em parceria com a editora Edições Esgotadas, criou o Prémio de Poesia Judith Teixeira que distingue obras de poesia escritas em português. 

## Obras
Entre as suas obras encontram-se: 
- Decadência. Poemas (Imprensa Libânio da Silva, Lisboa, 1923).
- Castelo de Sombras. Poemas (Imprensa Libânio da Silva, Lisboa, 1923).
- Nua. Poemas de Bizâncio (Editores J.Rodrigues & C, Lisboa, 1926).
- De Mim. Conferência (Centro Tipográfico Colonial, Lisboa, 1926).
- Satânia. Novelas (Editores J. Rodrigues & C, Lisboa, 1927).